# Gabal Verlag
Der Gabal Verlag mit Sitz in Offenbach am Main ist ein Verlag für Wirtschaft und Weiterbildung. 1995 wurde der Verlag vom Jünger Verlag übernommen.
Der Gabal Verlag ist aus dem gleichnamigen Verein Gabal e. V. hervorgegangen.